# Vuylbeek
Le Vuylbeek ou Vuilbeek est un ruisseau de Belgique coulant en Région de Bruxelles-Capitale, affluent de la Woluwe, donc sous-affluent de l'Escaut par la Senne, la Dyle et le Rupel.

## Géographie
Il est, avec le Karregat et le Zwanewijdebeek, l'un des cours d'eau qui forment la Woluwe.